# ホットダークマター
ホットダークマター (Hot dark matter) とは、超相対論的速度で飛ぶ粒子からなる、ダークマターの一形態である。
ダークマターとは、電磁波と相互作用しない、したがって電磁波（光）により検知できない物質であり、重力の効果によってのみ検出される。
ホットダークマターはビッグバン後に個々の銀河がどのように形成されたかを説明することはできない。宇宙マイクロ波背景放射がCOBE衛星により非常に滑らかであることが観測され、高速で運動する粒子はこのような滑らかな初期分布からは凝集することができないと考えられた。理論によると、宇宙の小スケール構造を説明するためにはコールドダークマター (CDM) もしくはウォームダークマターを仮定する必要があるとされている。 ホットダークマターのみによりダークマターを説明することはできなくなっているため、現在では混合ダークマター理論の一部として考慮されるのみである。

## ニュートリノ
ホットダークマターの最もよい例はニュートリノである。ニュートリノは非常に小さな質量を持ち、4つの基本相互作用のうち2つ、電磁相互作用と強い相互作用を持たない。残りの2つ、弱い相互作用と重力相互作用は持つが、これらは非常に弱いため検知することが難しい。 スーパーカミオカンデなどの数々の計画がこのニュートリノを研究するために稼動中である。

## 関連文献
- Bertone, Gianfranco (2010). Particle Dark Matter: Observations, Models and Searches. Cambridge University Press. pp. 762. ISBN 978-0-521-76368-4